# Chappaquiddick

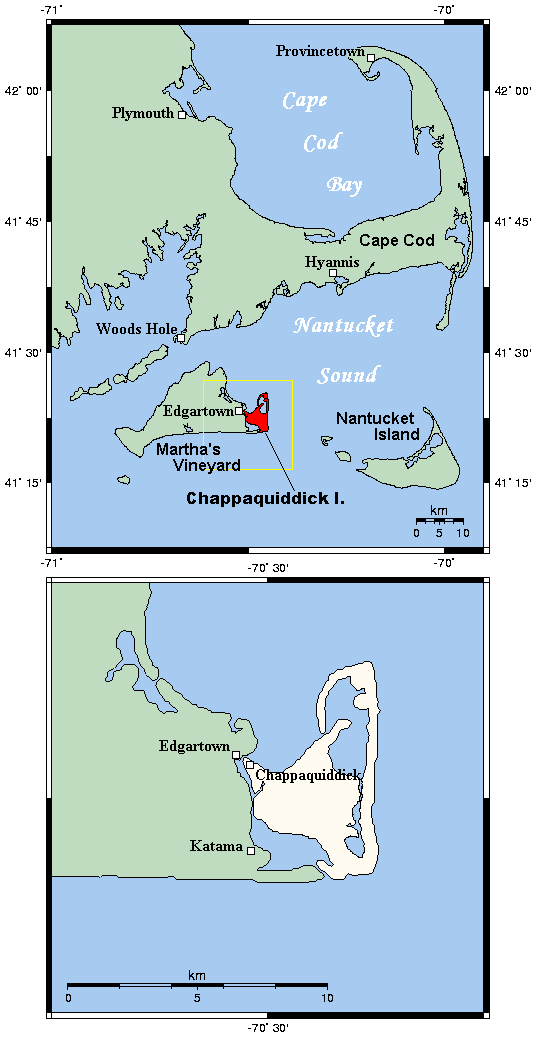
Chappaquiddick - mapa.

Chappaquiddick é uma pequena ilha do estado norte-americano de Massachusetts. Possui ligação com o continente por pontes.

## O Caso Chappaquiddick
Esta pequena localidade ganhou fama mundial por conta de um trágico incidente, ocorrido na noite de 18 de julho de 1969. Edward Kennedy (1932- 2009), já senador e irmão mais jovem do falecido presidente John Kennedy, voltava de uma festa acompanhado de sua secretária, Mary Jo Kopechne. Possivelmente embriagado, Ted Kennedy acabou derrapando com seu Oldsmobile e caindo de uma ponte. O carro caiu na água e Ted conseguiu nadar até a margem. Entretanto, Mary Jo ficou presa entre as ferragens do carro e logo se afogou. Embora tenha pedido auxílio a estranhos, Ted Kennedy não comunicou o fato às autoridades competentes. Mais tarde, foi condenado a dois meses de prisão (suspensa) pois confessou ter abandonado o local do acidente. Nunca se saberá ao certo se ele estava embriagado ou não, muito embora a família da jovem tenha reiteradamente feito esta acusação. Outros boatos surgidos após o incidente sugerem que Ted Kennedy tentara manter relações sexuais com a moça, obviamente sem obter o consentimento desta.

### Consequências políticas
Ted Kennedy jamais conseguiu livrar-se do fardo que o acidente lhe proporcionou. Era considerado favorito nas primárias do Partido Democrata para eleição presidencial de 1980. Mas foi derrotado nessas preliminares por Jimmy Carter, que acabou sendo derrotado pelo candidato republicano Ronald Reagan. É impossível dissociar a influência do caso da ilha Chappaquiddick com a carreira de Ted Kennedy - por mais que este seja considerado uma liderança do Partido Democrata.